# Rüdenau
Rüdenau ist eine Gemeinde im unterfränkischen Landkreis Miltenberg. Die Gemeinde ist Mitglied der Verwaltungsgemeinschaft Kleinheubach.

## Geografie

### Geografische Lage
Rüdenau liegt in der Region Bayerischer Untermain. Der topographisch höchste Punkt der Gemeindegemarkung befindet sich mit 410 m ü. NHN am Osthang des Berges „Rauschen“, westlich von Rüdenau, der niedrigste liegt am Rüdenauer Bach auf 163 m ü. NHN. Der Ort liegt in einem Seitental des Maintales im Sandstein-Odenwald. Drei Bäche, der Winnengraben aus Nordwesten, der Ohrenbachgraben aus Westen und der Osternthal-Bach aus Süden vereinigen sich im Ortsgebiet zum Rüdenauer Bach, der nach knapp 3,7 km linksseitig bei Kleinheubach in den Main fließt. Ca. 2,5 km westlich des Ortes liegt das Erdwerk Ohrenbacher Schanze, eine römische oder frühmittelalterliche Wallanlage, auf Miltenberger Stadtgebiet. Rüdenau selbst liegt nur etwa 3 km von der Landesgrenze Bayern/Hessen entfernt. Seine Lage in eine Seitental macht den Ort zu einem Sackgassendorf; die einzige Zugangsstraße, die Kreisstraße MIL 4 zweigt von der B469 bei Kleinheubach ab und führt nach Westen bis in den Ort.

### Gemeindegliederung
Es gibt nur den Gemeindeteil und die Gemarkung Rüdenau.

## Name

### Etymologie
Der Name Rüdenau besteht aus dem Personennamen Wipertus Rude (Wipert Rüd) und dem mittelhochdeutschen Wort ouwe, das Aue bedeutet.

### Frühere Schreibweisen
Frühere Schreibweisen des Ortes aus diversen historischen Karten und Urkunden:
- 1285 Miles Wipertus Rude de Rudenawe 
   (Ritter Wipert Rüd von Rüdenau)
- 1302 Rudenowe
- 1389 Rüdenawe
- 1698 Rüdenaw
- 1757 Rüdenau

## Geschichte

### Bis zur Gemeindegründung
Der Ort wurde 1285 urkundlich:
In einer Schenkungsurkunde vom 3. Mai 1285 übereignet der Ritter Wipert Rüd von Rüdenau Zehnteinkünfte in Gönz und Weckbach dem Kloster Amorbach. Zu diesem Zeitpunkt bestand also bereits das Dorf, das bis 1635 im Besitz der Rüd blieb, die hier das Tal roden und Weinberge anlegen ließ.
Um 1535 bekam Rüdenau die Gerichtsbarkeit zugestanden und war auch für Bullau mit zuständig.
Friedhof und Chorturm sind um etwa 1300 entstanden, 1497 wurde die Kirche angebaut. 1556 wie die Mutterkirche in Kleinheubach evangelisch geworden, wurde der Ort 1635 durch Kurmainz rekatholisiert, das 1635 auch das Erbe der erloschenen Rüd von Rüdenau übernahm.
Das mainzische Amt wurde im Reichsdeputationshauptschluss 1803 den Fürsten von Leiningen zugesprochen, 1806 durch Baden mediatisiert und 1810 an das Großherzogtum Hessen-Darmstadt abgetreten. Im Rezeß Hessen/Bayern (Frankfurt 1816) fiel es schließlich an Bayern. Im Zuge der Verwaltungsreformen in Bayern entstand mit dem Gemeindeedikt von 1818 die heutige Gemeinde. 
Drei Jahre später, 1821, wurde Rüdenau durch eine Stiftung der Familie Bischof aus Miltenberg zusammen mit Bullau eine selbständige Pfarrei.

### Verwaltungsgeschichte
Im Jahr 1862 wurde das Bezirksamt Miltenberg gebildet, auf dessen Verwaltungsgebiet Rüdenau lag. Wie überall im Deutschen Reich wurde 1939 die Bezeichnung Landkreis eingeführt. Rüdenau war nun eine der 31 Gemeinden im Altkreis Miltenberg. Dieser schloss sich am 1. Juli 1972 mit dem Landkreis Obernburg am Main zum neuen Landkreis Miltenberg zusammen.

### Einwohnerentwicklung
Die Zahlen bis 1950 sind der Ortschronik entnommen. Die Einwohnerzahl um 1900 ist geschätzt.
| Jahr      | 1792 | 1832 | 1900 | 1939 | 1950 | 1970 | 1987 | 1991 | 1995 | 2000 | 2005 | 2010 | 2015 | 2018 |
| --------- | ---- | ---- | ---- | ---- | ---- | ---- | ---- | ---- | ---- | ---- | ---- | ---- | ---- | ---- |
| Einwohner | 328  | 432  | 500  | 555  | 646  | 745  | 793  | 811  | 875  | 868  | 862  | 811  | 749  | 737  |

Im Zeitraum 1988 bis 2018 sank die Einwohnerzahl von 775 auf 712 um 63 Einwohner bzw. um 8,1 %. 1997 hatte die Gemeinde 889 Einwohner.
Quelle: BayLfStat

## Politik

### Bürgermeister
Erster Bürgermeister ist seit 7. Januar 2025 Christof Farrenkopf (FWG Rüdenau); dieser wurde am 1. Dezember 2024 mit 70,2 Prozent der gültigen Stimmen gewählt. Seine Vorgänger waren Monika Wolf-Pleßmann (FW) von Mai 2020 bis Dezember 2024, Udo Käsmann (FW) von Mai 2002 bis April 2020 und Ludwig Heilmann (FW) bis April 2002.

### Gemeinderat
Für die Gemeinderatswahl am 15. März 2020 lag lediglich der Wahlvorschlag der Freien Wählergemeinschaft Rüdenau vor, deren Bewerber nach Mehrheitswahl alle acht Sitze erhielten.

### Wappen
| Wappen Gde. Rüdenau | Blasonierung: „In Rot drei durchgehende silberne Wellenbalken; darüber schwebend der silberne Kopf eines Rüden mit schwarzem Stachelhalsband, darunter ein schräg liegendes silbernes Schwert mit goldenem Griff.“ |
| Wappen Gde. Rüdenau | Wappenbegründung: Das Richtschwert deutet auf die frühere Gerichtsbarkeit der Gemeinde hin, in der auch ein Galgen existierte. Die drei Wellenbalken stehen für die drei Dorfbrunnen.                              |

## Sehenswürdigkeiten

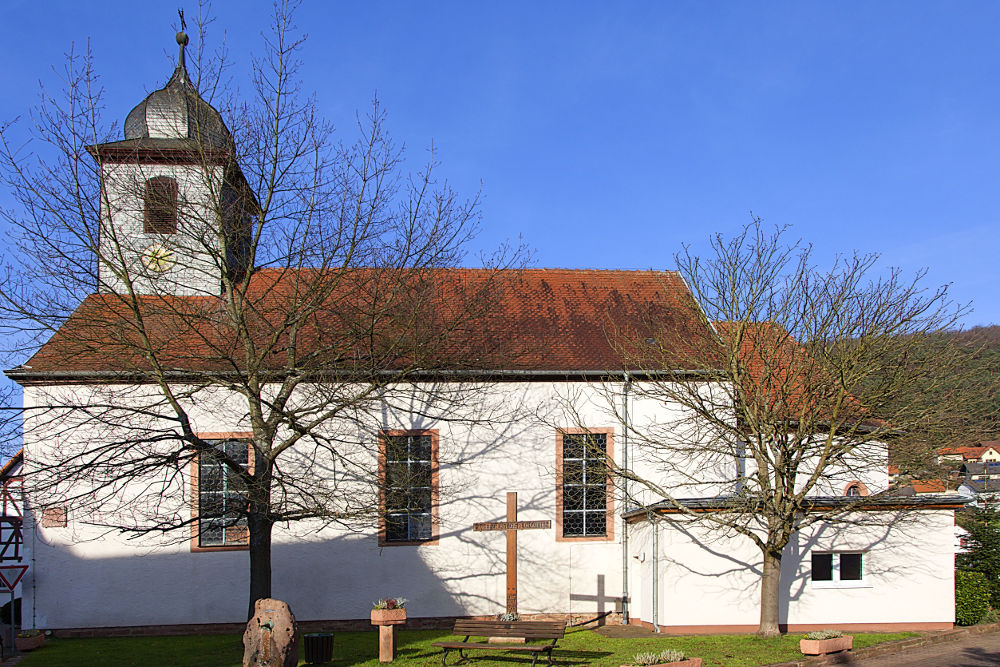
St. Ottilia Rüdenau

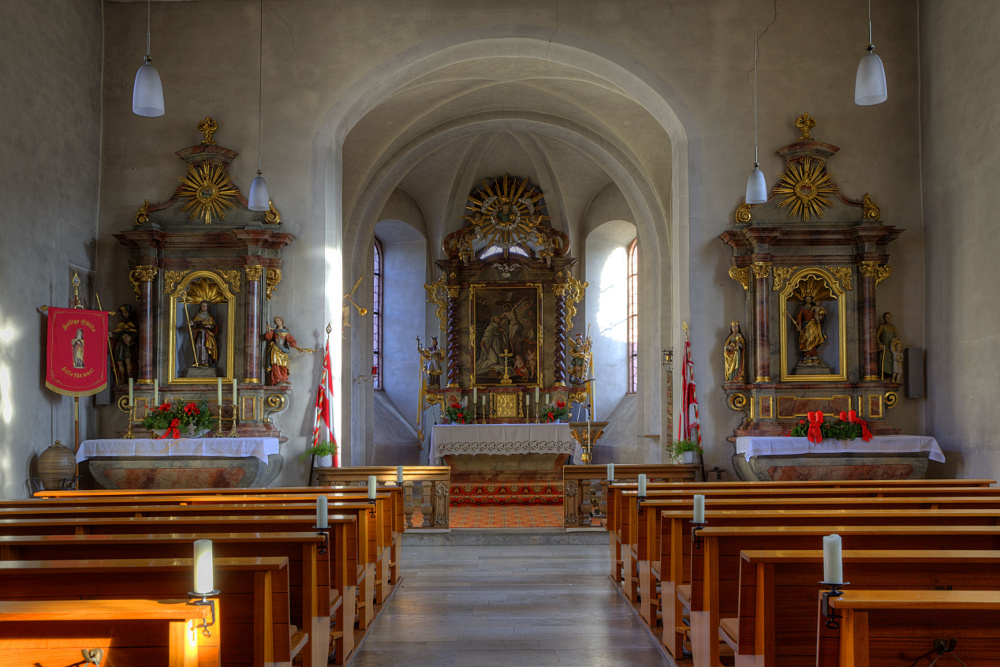
Innenansicht St. Ottilia Rüdenau

- Kirche St. Ottilia
- Ottilien-Brunnen

## Wirtschaft und Infrastruktur

### Wirtschaft
2017 gab es in der Gemeinde 40 sozialversicherungspflichtige Arbeitsplätze. Von der Wohnbevölkerung standen 303 Personen in einem versicherungspflichtigen Beschäftigungsverhältnis. Damit war die Zahl der Auspendler um 263 Personen größer als die der Einpendler. 9 Einwohner waren arbeitslos. 2016 gab es noch 3 landwirtschaftliche Betriebe.
Überregional bekannt ist die 2012 gegründete Whisky-Brennerei St. Kilian Distillers, eine der größten Whisky-Brennereien in Deutschland.

### Bildung
- Kindergarten: Der örtliche Kindergarten mit 47 Plätzen (Belegung 2018: 25 Kinder) wird von der Caritas getragen. Die Betreuung erfolgt vormittags.
- Schulen: Die Grund- und Hauptschulversorgung für Rüdenau wird durch die Volksschule Kleinheubach mit einer Außenstelle in Laudenbach erbracht. Die ehemalige Außenstelle in Rüdenau wurde aufgegeben. Die Klassen 7–9 werden im Verbund mit Großheubach und Amorbach unterrichtet.[8] Zum Erwerb einer höheren Schulbildung wechseln die Schüler meist auf die Realschule in Miltenberg bzw. die Gymnasien in Miltenberg oder Amorbach.

## Kurioses
Rüdenau zählte in früherer Zeit mit zu den ärmsten Ortschaften der Gegend. Sie hatten wenig Feld und Landwirtschaft. Deshalb waren die wenigen Nutztiere kränklich und ihre Hörner klein. Mitleidig und spöttisch wurden die Bewohner „Klammhörnli“ genannt. Die Miltenberger hatten für ihre Nachbarn einen Spottvers: „Kauf nie e Kuh von Rüdenau, kauf nie e Sau von Hebbach, heirat’ nie e Fraa aus Börschet“.